# سیارک ۱۱۱۲۲
سیارک ۱۱۱۲۲ (به انگلیسی: 11122 Eliscolombini، نامگذاری:1996RQ2) یازده هزار و صد و بیست و دومین سیارک کشف شده‌است که در ۱۳ سپتامبر ۱۹۹۶ کشف شد.
قدر مطلق سیارک برابر ۱۴٫۲۰ است.